# Inga Bjørnson
Inga Bjørnson, född den 4 mars 1871 i Kristiania, död den 8 mars 1952, var en norsk teaterchef. 
Hon upprättade 1920 Inga Bjørnsons barneteater, som hon ledde i många år. Hon sysslade även med socialt hjälparbete, och gjorde en stor insats för gamla.
Bjørnson var brorsdotter till Bjørnstjerne Bjørnson och var gift två gånger: 1892–1900 med målaren Eyolf Soot med vilken hon fick dottern Ingeborg, och 1900–1909 med skådespelaren Harald Stormoen, med vilken hon fick dottern Guri.